# Tressandans
Tressandans é uma comuna francesa na região administrativa de Borgonha-Franco-Condado, no departamento de Doubs. Estende-se por uma área de 2,34 km². Em 2010 a comuna tinha 26 habitantes (densidade: 11,1 hab./km²).